# Ґудбай, імперіє. Розмови з Кахою Бендукідзе
Ґудба́й, імпе́ріє. Розмо́ви з Ка́хою Бендукі́дзе — розмова грузинського політика—реформатора, громадського діяча Кахою Бендукідзе з Володимиром Федориним опублікована в 2015 році, видавництвом «Видавництво Старого Лева».
Книга складається з розмов Володимира Федорина з Кахою Бендукідзе. Дані розмови велись з січня 2014 року. Розкрито погляди грузинського діяча. Відбувається аналіз пояснень грузинських реформ, присутня біографічна складова.

## Презентація
- 5 травня 2015 року у Тернополі відбулася презентація книги[1].
- 14 травня 2015 року в Харківському кризовому інфоцентрі Харкова відбулася презентація книги[2].
- 26 травня 2015 року в Horizont Business Hub Чернівців відбулася презентація книги[3][4].
- 26 червня 2015 року в рамках Вуличного університету у Львові відбулася презентація книги.[5]
- 11 вересня 2015 року на Форумі видавців у Львові презентовано друге видання[6].

## Критика
За словами літературного критика Валерія Пекара:

## Цікаві факти
- Книга увійшла у Топ-5 новинок «Книжкового Арсеналу»[7][8].